# Наталија Качујевска
Наталија Александровна Качујевска рођена Спирова (рус. Ната́лья Алекса́ндровна Качу́евская; Москва, 22. фебруар 1922 — Хулхута, Гомељска област, 20. новембар 1942), совјетска болничарка, учесница Великог отаџбинског рата и херој Руске Федерације.

## Биографија
Рођена је 22. фебруара 1922. године у Москви. Њена мајка Александра Спирова и тетка Аугуста Миклашевскаја су биле оперске певачице. Наталија је након завршетка средње школе, ушла у глумачког одељења Руског инстутута позоришног искуства (ГИТИС) и била студент народног уметника СССР-а Михаила Тарханова. Била је ученица друге године када је јуна 1941. године отпочео Велики отаџбински рат.
Од почетка рата желела је да оде на фронт, али је била одбијена. Учествовала је у радним бригадама, које су у јесен 1941. године учествовала у изградњи утврђења на периферији Москве. Током 1941. године је организовала позоришну групу с којом је стално одлазила на фронтове и болнице, где је давала приредбе за војнике и рањенике. Приликом посете једној војној импровизованој болници упознала је рањеника Павла Каучевског, који је био команднат једног партизанског одреда из Белорусије. Након његовог напуштања болнице, у пролеће 1942. године Наталија се удала за њега.
Током 1942. године завршила је курс медицинских инструкотра и добровољно је отишла на фронт — била је послата на јужни део Стаљинградског фронта, где је радила у војној болници. Ипак и даље је тражила да иде у директну борбу, па је била постављена за санитетског инструктора 105. гардијског пешадијског пука. Приликом контраофанзиве 28. армије у јужном делу села Хулхута, током тешких борби са немачким снагама, Наталија је спасила животе седамдесет рањених бораца. Дана 20. новембра 1942. године Наташа је остала с групом рањеника, који је требало да буду транспортовани у пољску болницу. Док је она дежурала с рењеницима, почела је да их окружује група немачких војника па је Наташа узела митраљез и ушла у борбу с окупатором. У размени ватре је била тешко рањена, али је приликом приласка немачких војника активирала бомбу која је усмртила њу и неколико непријатељских војника.
Након погибије била је сахрањена на месту смрти у близини села Кхулхут, у Кармјанском рејону Гомељске области у Белорусији. Касније су њени посмртни остаци били пренети у село Јашкул, где су сахрањени у гробници стардалих бораца.
У току Великог отаџбинског рата, јула 1942. године је погинуо и Наталијин супруг Павле Каучевски (1918—1942), када је као с групом партизана извршио напад на немачку моторизовану колону.
За исказани хероизам у борби с немачко-фашистичким окупатором у току Великог отаџбинског рата, посмртно је 12. маја 1997. године указом председника Руске Федерације Бориса Јељцина проглашена за хероја Руске Федерације.